# Thermocyclops vermifer
Thermocyclops vermifer – gatunek widłonoga z rodziny Cyclopidae. Nazwa naukowa tego gatunku skorupiaków została opublikowana w 1935 roku przez szwedzkiego zoologa Knuta Lindberga.